# 島氏永駅
島氏永駅（しまうじながえき）は、愛知県一宮市及び稲沢市にある、名古屋鉄道名古屋本線の駅である。駅番号はNH48。
プラットホームが上下線で離れた位置に存在し、上りホームが一宮市、下りホームは稲沢市に位置する。

## 歴史
尾西鉄道が1924年（大正13年）2月15日に中村線として一宮 - 国府宮間の鉄道路線を開業した時点では、付近には氏永駅と島駅が各村内にそれぞれ存在していた。これは用地買収の条件として当時の大和村氏永と稲沢町島の両地区それぞれに駅を設置することを要求したことによるものだったが、両駅の駅間距離は短かった。
その後、尾西鉄道が名古屋鉄道（初代）に吸収合併されると当線は国府宮支線に改称された。名鉄はさらに清洲線丸ノ内駅から国府宮駅までの新線を敷設して名古屋（柳橋） - 一宮間を結ぶ路線（後の名岐線、現在の名古屋本線）を計画したが、すでに開通している区間には中間駅が小刻みに設置されていたため、高速運転の阻害になるとして、新線の敷設と同時に開通区間の駅が統廃合されることになった。駅間距離の短い氏永駅と島駅も統廃合の対象となったが、氏永と島の両住民は尾西鉄道時代の協定を破るものだと強く反発し、村内から駅をなくすならば線路を撤去すると強硬姿勢を取った。
そこで名鉄は氏永駅と島駅を統合してその間に大和駅を設置することを提案、住民もその統合駅を上りホームを氏永地内、下りホームを島地内とする場所に設置させることを条件に妥協することになった。最終的には数年足らずで大和駅から島氏永駅へと改称され、両地名を併記した現在の駅名となった。その後、大和町は一宮市に編入、稲沢町は単独で市制施行し、今も当駅構内を市境が通っている。

### 年表
- 1924年（大正13年）2月15日 - 尾西鉄道が中村線として国府宮駅 - 新一宮駅間で開業した。島駅と氏永駅を設置。
- 1925年（大正14年）8月1日 - 名古屋鉄道が尾西鉄道の路線を譲り受け、国府宮駅 - 新一宮駅間を国府宮支線とする。
- 1928年（昭和3年）1月24日 - 島駅と氏永駅を統合し、大和駅として開業。
- 1930年（昭和5年）9月1日 - 島氏永駅に改称。
- 1948年（昭和23年）11月1日以前 - 無人化[1]。
- 1985年（昭和60年）9月15日 - 無人駅用自動券売機を試験設置[2]。
- 1996年（平成8年）3月1日 - 上り線ホームに駅舎新設[3]。駅員を再配置[4]。ホーム有効長を4両から6両へ延伸[4]。下り線ホームには自動券売機を設置[3]。
- 2004年（平成16年）3月6日 - 駅集中管理システム導入に伴い、再度無人化[5]。
- 2011年（平成23年）2月11日 - ICカード乗車券「manaca」供用開始。
- 2012年（平成24年）2月29日 - トランパス供用終了。

## 駅構造
2面の単式ホームが踏切を挟んで千鳥式に配置された2面2線の地平駅である。ホームは125m（6両分）。上りホームは一宮市大和町氏永（旧氏永村）、下りホームは稲沢市島町（旧島村）に所在し、構内の中心を横切る踏切のすぐ南を流れる川（下之島井筋または下之島分水路）が市境（旧村境）となっている。改札口は各ホームの踏切付近にあるが、改札内には互いのホームを行き来できる通路がないので、乗車時はのりば案内を確認してから自動改札機を通る必要がある。
駅周辺の自転車置き場は市境の川の上に設置されているが、西側のものは稲沢市が、東側のものは一宮市が管理している。
かつては上りホームに駅員が配置していたが、現在は駅集中管理システムが導入されたため、無人駅である（管理元は名鉄一宮駅）。

### のりば
| ホーム       | 路線          | 方向 | 行先                   |
| ------------ | ------------- | ---- | ---------------------- |
| （稲沢市側） | NH 名古屋本線 | 下り | 名鉄一宮・名鉄岐阜方面 |
| （一宮市側） | NH 名古屋本線 | 上り | 名鉄名古屋・金山方面   |

※ 早期に駅集中管理システムが導入されたためか、現在も案内上のりば番号が使われていない。

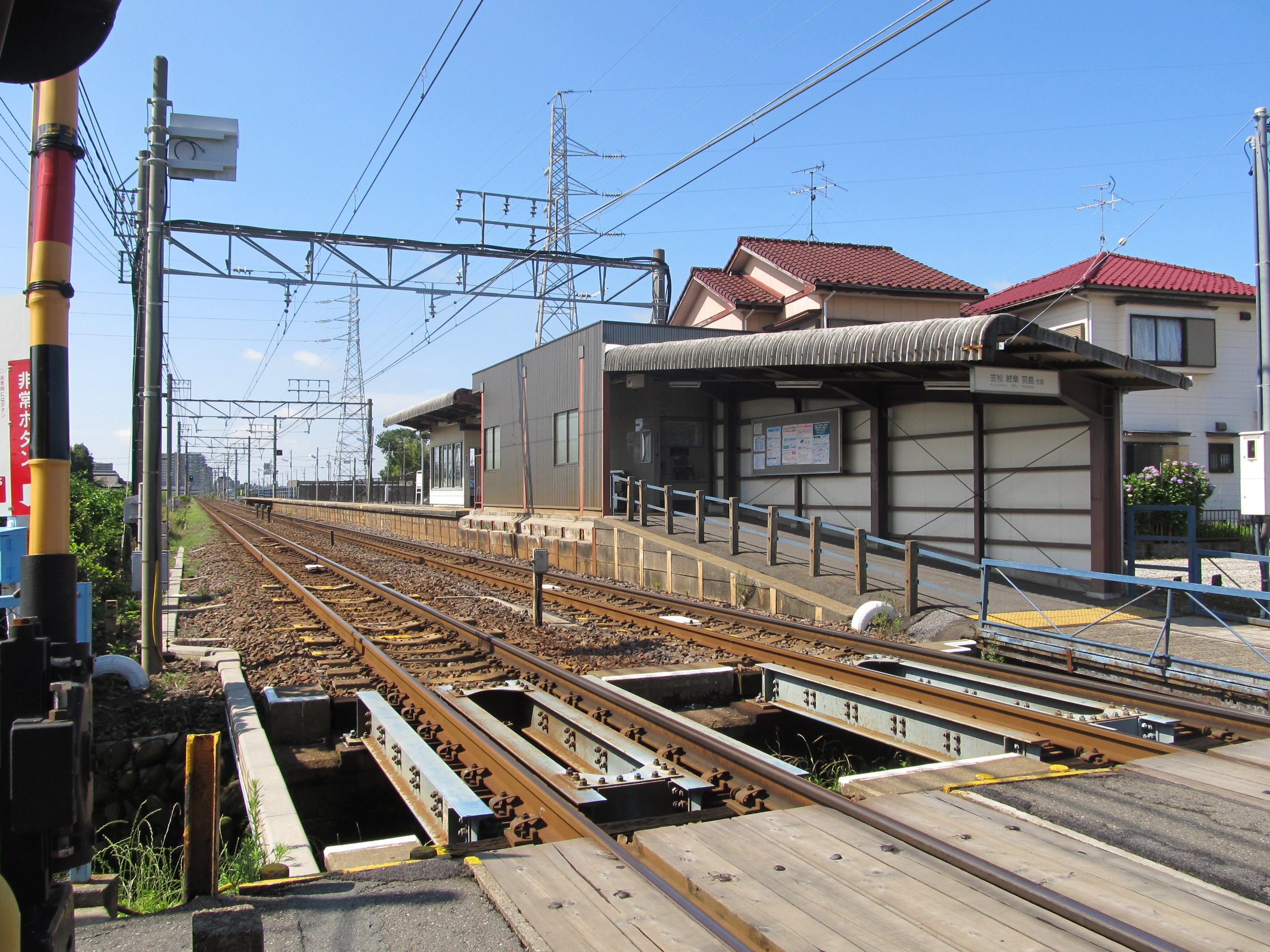
下り駅舎（稲沢市側）。手前にある水路上に市境が走っている。
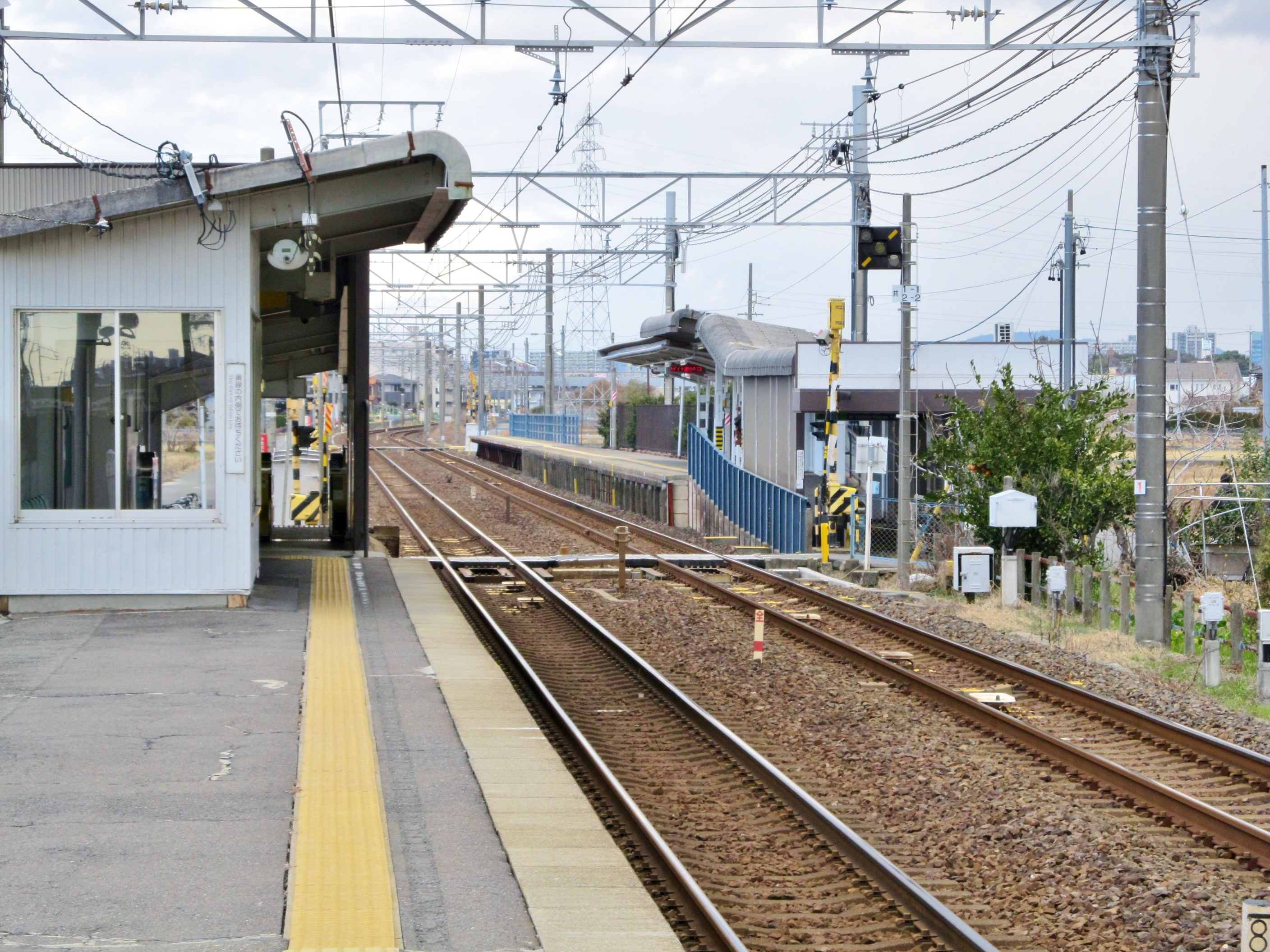
ホームの位置関係（手前が下り／稲沢市側、奥が上り／一宮市側）
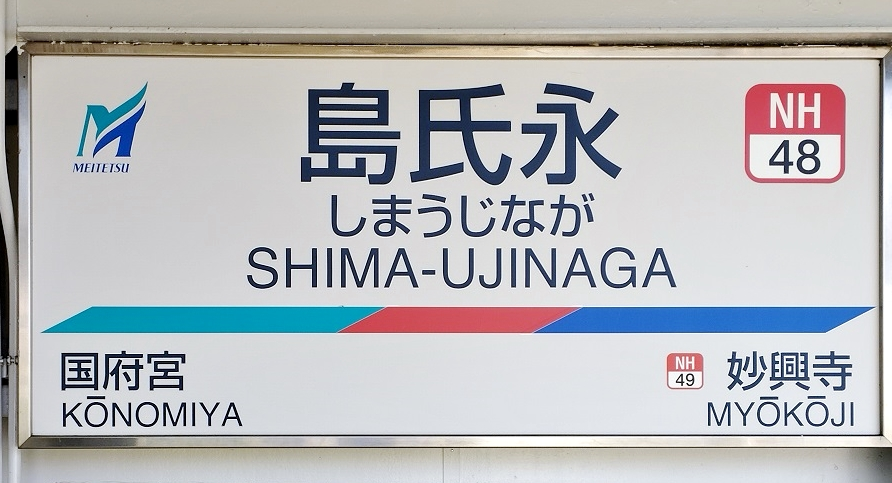
駅名標

### 配線図
| ← 名古屋方面 | 島氏永駅 構内配線略図 | → 一宮・ 岐阜方面 |
| 凡例 出典:   |                       |                   |

## 利用状況
- 「移動等円滑化取組報告書」によると、2019年度の1日平均乗降人員は2,008人である[11]。
- 『名鉄120年：近20年のあゆみ』によると、2013年度当時の一日平均乗降人員は1,815人であり、この値は名鉄全駅（275駅）中186位、名古屋本線（60駅）中48位であった[12]。
- 『名古屋鉄道百年史』によると、1992年度当時の一日平均乗降人員は2,088人であり、この値は岐阜市内線均一運賃区間内各駅（岐阜市内線・田神線・美濃町線徹明町駅 - 琴塚駅間）を除く名鉄全駅（342駅）中169位、 名古屋本線（61駅）中39位であった[13]。
- 『稲沢の統計2021（稲沢市）』によると1日の平均乗降者数は下記の通りであった[14]。
  - 2011年度：1,658人
  - 2012年度：1,737人
  - 2013年度：1,815人
  - 2014年度：1,817人
  - 2015年度：1,918人
  - 2016年度：1,967人
  - 2017年度：1,998人
  - 2018年度：2,069人
  - 2019年度：2,008人

## 駅周辺
- 一宮地方総合卸売市場
- 愛知県立一宮興道高等学校
- 一宮市立大和南中学校
- 一宮市立大和南小学校
- 大神社

## 隣の駅
名古屋鉄道
NH 名古屋本線
□ミュースカイ・□快速特急・■特急・□快速急行・■急行・■準急
通過
■普通
国府宮駅（NH47） - 島氏永駅（NH48） - 妙興寺駅（NH49）
当駅開業以前、国府宮駅寄りに島駅、妙興寺駅寄りに氏永駅が存在した。